# اودیسپاتووا
اودیسپاتووا (به لاتین: Udispattuwa) یک منطقهٔ مسکونی در سری‌لانکا است که در ناحیه کندی واقع شده‌است.